# Прва савезна лига Југославије у фудбалу 1953/54.

Прва савезна лига Југославије била је највиши ранг фудбалског такмичења у Југославији 1953/54. године. И двадесетшеста сезона по реду у којој се организовало првенство Југославије у фудбалу. Шампион је постао Динамо из Загреба, освојивши своју другу шампионску титулу. Из лиге су испали љибљански Одред и скопски Работнички.

## Учесници првенства
У фудбалском првенство Југославије у сезони 1953/54. је учествовало укупно 14 тимова, од којих су 6 са простора НР Србије, 4 из НР Хрватске, 2 из НР Македоније и по 1 из НР Босне и Херцеговине и НР Словеније.
- БСК, Београд
- Вардар, Скопље
- Војводина, Нови Сад
- Динамо, Загреб
- Локомотива, Загреб
- Одред, Љубљана
- Партизан, Београд
- Пролетер, Осијек
- Работнички
- Раднички, Београд
- Сарајево
- Спартак, Суботица
- Хајдук, Сплит
- Црвена звезда, Београд

## Табела
| Место | Клуб                | мечева | победа | нерешених | пораза | дати голови | примљени голови | гол разлика | бодова |
| ----- | ------------------- | ------ | ------ | --------- | ------ | ----------- | --------------- | ----------- | ------ |
| 1     | Динамо              | 26     | 19     | 4         | 3      | 72          | 22              | +50         | 42     |
| 2     | Партизан            | 26     | 18     | 5         | 3      | 77          | 30              | +47         | 41     |
| 3     | Црвена звезда       | 26     | 17     | 4         | 5      | 51          | 22              | 29          | 38     |
| 4     | Хајдук              | 26     | 16     | 3         | 7      | 55          | 34              | +21         | 35     |
| 5     | Војводина           | 26     | 14     | 5         | 7      | 60          | 37              | +23         | 33     |
| 6     | Спартак             | 26     | 12     | 3         | 11     | 51          | 50              | +1          | 27     |
| 7     | Сарајево            | 26     | 10     | 4         | 12     | 35          | 45              | -10         | 24     |
| 8     | БСК                 | 26     | 8      | 7         | 11     | 38          | 40              | -2          | 23     |
| 9     | Вардар              | 26     | 5      | 10        | 11     | 31          | 38              | -7          | 20     |
| 10    | Пролетер            | 26     | 6      | 8         | 12     | 34          | 62              | -28         | 20     |
| 11    | Локомотива          | 26     | 7      | 5         | 14     | 38          | 49              | -11         | 19     |
| 12    | Раднички            | 26     | 8      | 3         | 15     | 38          | 51              | -13         | 19     |
| 13    | Одред               | 26     | 4      | 4         | 18     | 39          | 71              | -32         | 12     |
| 14    | Работнички          | 26     | 4      | 3         | 19     | 20          | 88              | -68         | 11     |
| -     | Загреб              | -      | -      | -         | -      | -           | -               | -           | -      |
| -     | Жељезничар Сарајево | -      | -      | -         | -      | -           | -               | -           | -      |

Најбољи стрелац првенства био је Стјепан Бобек (Партизан) са 21 постигнутим голом.

## Освајач лиге
Динамо Загреб (тренер:Иван Јазбиншек)
играчи:
- Мајеровић
- Владимир Чонч
- Томислав Црнковић
- Осојнак
- Ивица Хорват
- Бранко Краљ
- Дворнић
- Стрнад
- Жељко Чајковски
- Ивица Баножић
- Александар Бенко
- Цизарић
- Емил Ферковић
- Лука Липошиновић
- Кукец
- Шикић
- Бранко Режек
- Лав Мантула

| Првак Југославије у фудбалу 1953/54. |
| ------------------------------------ |
| Динамо 2. титула                     |